# Urie (Fluss)
Der Urie, auch Ury, ist ein Fluss in der schottischen Council Area Aberdeenshire.

## Lauf
Der Fluss entsteht durch den Zusammenfluss der Bäche Glen Burn und Mill Burn rund 2,5 Kilometer nördlich von Colpy in einer dünn besiedelten Region Aberdeenshires. Über die gesamte Länge von 28 Kilometern folgt sein Lauf einer südöstlichen oder südlichen Richtung. Wird der längste Quellbach dem Lauf des Urie zugeschlagen, so ergibt sich eine Gesamtlänge von 37,1 Kilometern. Die von Aberdeen nach Inverness führende A96 folgt ab dem Zusammenfluss bis Inverurie weitgehend dem Lauf des Urie, quert ihn jedoch nie.
Entlang seines Laufs nimmt der Urie verschiedene Bäche auf. Seine beiden Hauptzuflüsse sind der bei Old Rayne einmündende The Shevock sowie der westlich von Whiteford einmündende Gadie Burn. Bei beiden handelt es sich um rechte Nebenflüsse. Am Südrand von Inverurie mündet der Urie von links in den Don.
Nahe dem Urie befinden sich die Herrenhäuser Pitcaple Castle und Keith Hall. Nahe der Mündung befindet sich der Bass von Inverurie.